# NGC 2000
NGC 2000 је расејано звездано јато у сазвежђу Трпеза које се налази на NGC листи објеката дубоког неба.
Деклинација објекта је - 71° 52' 46" а ректасцензија 5h 27m 29,3s. Привидна величина (магнитуда) објекта NGC 2000 износи 11,9. NGC 2000 је још познат и под ознакама ESO 56-SC135.